# Sinistron
Sinistron, conosciuto in Giappone come Violent Soldier (バイオレントソルジャー?, Baiorento Sorujā), è un videogioco del genere sparatutto a scorrimento sviluppato da Alfa System e pubblicato nel 1990 da Information Global Service per TurboGrafx-16.